# Archidiocèse de Bujumbura
L’archidiocèse de Bujumbura est un archidiocèse métropolitain de l'Église catholique au Burundi.

## Histoire
Le vicariat apostolique d’Usumbura est créé le 11 juin 1959, puis élevé au rang de diocèse dès le 11 novembre 1959. Le 9 octobre 1964, son nom change en diocèse de Bujumbura. Le diocèse cède une portion de son territoire en 1980 pour ériger le diocèse de Bubanza. Le 25 novembre 2006, il est érigé en archidiocèse métropolitain
.

## Diocèsessuffragants
- Diocèse de Bubanza
- Diocèse de Bururi